# HD 16028
HD 16028 — звезда, оранжевый гигант, находящийся в созвездии Андромеда на расстоянии приблизительно 734,45 св. лет от Земли. Является двойной или кратной звездой. По состоянию на 2007 год, радиус звезды оценивается в 24,33 солнечного радиуса. Исходя из отрицательной радиальной скорости, звезда приближается к Солнцу. Планет у HD 16028 обнаружено не было. Звезда видима невооружённым глазом на ночном небе.